# Bocydium rufiglobum
Bocydium rufiglobum är en insektsart som beskrevs av Leon Fairmaire. Bocydium rufiglobum ingår i släktet Bocydium och familjen hornstritar. Inga underarter finns listade i Catalogue of Life.